# 莫尔旺地区蒙蒂尼
莫尔旺地区蒙蒂尼（法語：Montigny-en-Morvan，法語發音：[mɔ̃tiɲi ɑ̃ mɔʁvɑ̃]）是法国涅夫勒省的一个市镇，位于该省中东部，属于希农堡（城）区。

## 地理
莫尔旺地区蒙蒂尼（47°8'41"N, 3°51'17"E）面积20.09 平方千米，位于法国勃艮第-弗朗什-孔泰大區涅夫勒省，该省份为法国中部省份，北至约讷省，西北接卢瓦雷省，西接谢尔省，南至阿列省，东南接索恩-卢瓦尔省，东临科多尔省。
与莫尔旺地区蒙蒂尼接壤的市镇（或旧市镇、城区）包括：梅尔、布利姆、沙坦、绍马尔、蒙特勒永。
莫尔旺地区蒙蒂尼的时区为UTC+01:00、UTC+02:00（夏令时）。

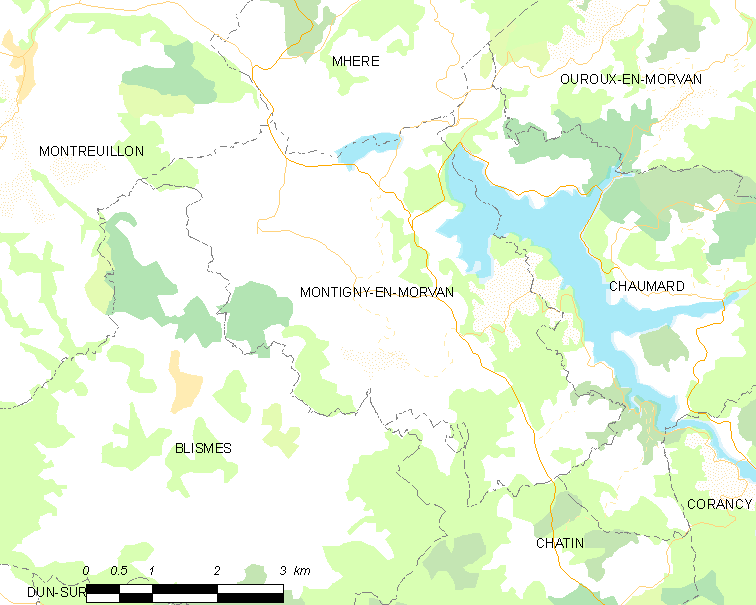
莫尔旺地区蒙蒂尼的OSM定位图

## 行政
莫尔旺地区蒙蒂尼的邮政编码为58120，INSEE市镇编码为58177。

## 政治
莫尔旺地区蒙蒂尼所属的省级选区为希农堡县。

## 人口

1962-2008年间莫尔旺地区蒙蒂尼人口变化图示

莫尔旺地区蒙蒂尼于2022年1月1日时的人口数量为297人。